# Iwan Alexejewitsch Susloparow

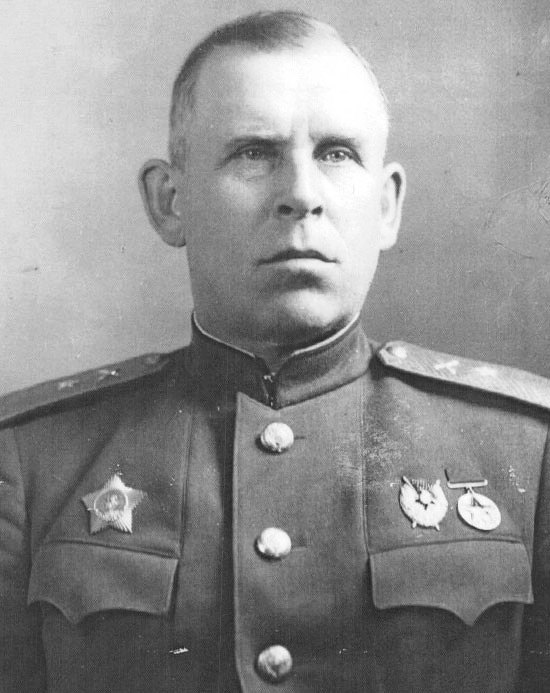
Iwan Alexejewitsch Susloparow

Iwan Alexejewitsch Susloparow (russisch Иван Алексеевич Суслопаров; * 19. Oktoberjul. / 31. Oktober 1897greg. in Krutichinzy; † 16. Dezember 1974 in Moskau) war ein sowjetischer Offizier.
Er war von sowjetischer Seite Ende April 1945 an den Verhandlungen zum Waffenstillstand von Achterveld beteiligt, der die Versorgung der niederländischen Bevölkerung zum Ende des Hongerwinter ermöglichte. Er unterzeichnete am 7. Mai 1945 in Reims unter dem mit Jodl zeichnenden deutschen Generaloberst Alfred Jodl die verbindliche und von der NS-Staatsführung dazu beauftragt die deutsche Kapitulationsurkunde als Zeuge zusammen mit dem amerikanischen Generalleutnant Walter Bedell Smith zum Kriegsende in Europa.

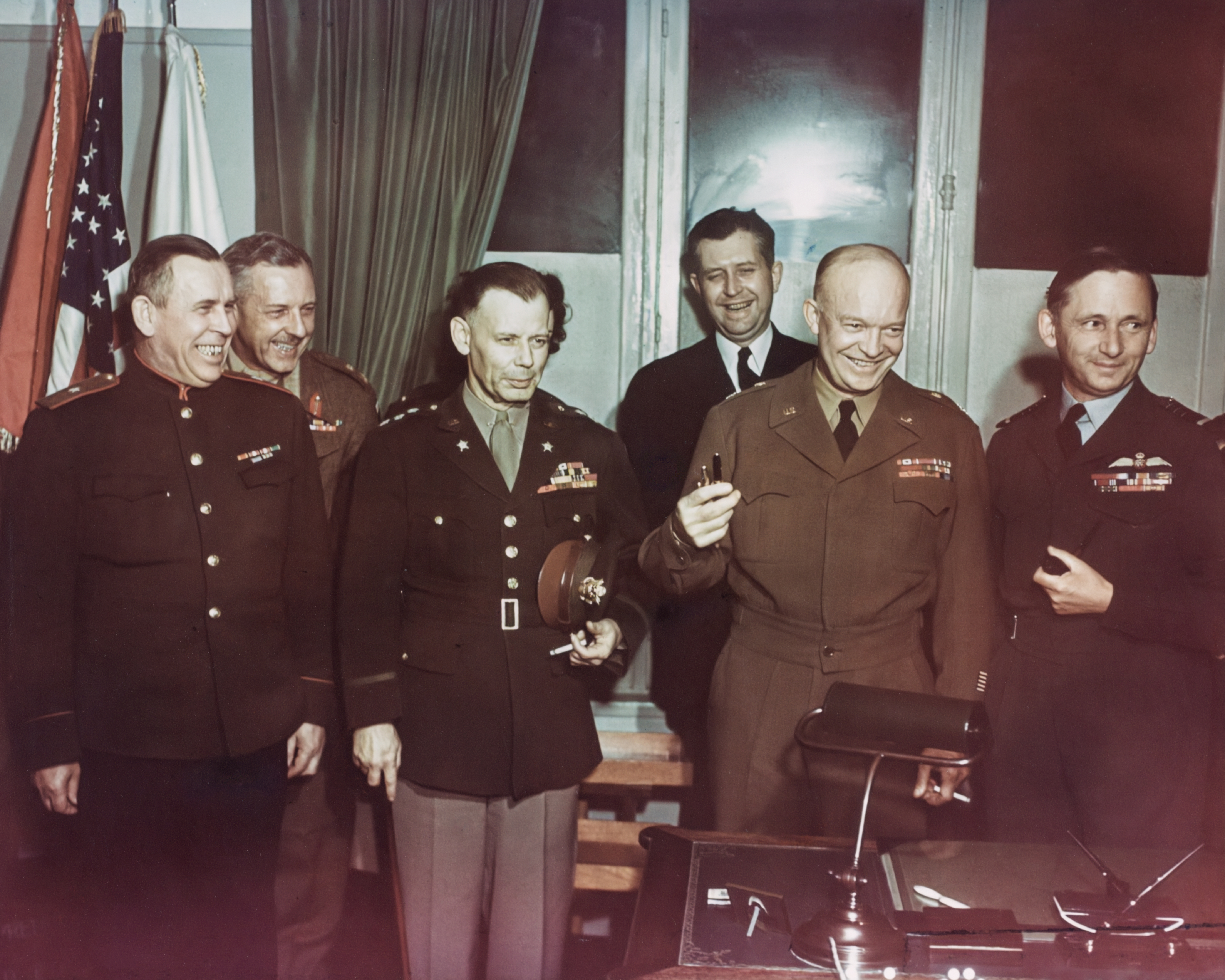
Reims, 7. Mai 1945: Susloparow, General Eisenhower und andere alliierte Kommandeure nach der Unterzeichnung der deutschen Kapitulation

Nach dem Zweiten Weltkrieg kehrte Susloparow 1946 nach Moskau zurück und war weiterhin im diplomatischen Dienst tätig. Er starb 1974 in Moskau und wurde auf dem Wwedenskoje-Friedhof bestattet.

## Auszeichnungen
- Leninorden (1945)[2]
- 3 × Rotbannerorden (1943, 1944, 1949)[2][3]
- Suworow-Orden II. Klasse (1943)[2]
- Orden des Roten Sterns[4]
- Medaille „Für die Verteidigung Moskaus“[2]
- Medaille „Sieg über Deutschland“[2]
- Jubiläumsmedaille „XX Jahre Rote Arbeiter-und-Bauern-Armee“[5]